# 橢圓鏢鱸
橢圓鏢鱸為輻鰭魚綱鱸形目鱸亞目河鱸科的其中一種，分布於美國田納西州Cumberland河流域，體長可達8公分，棲息在岩石底質的池塘、溪流，屬肉食性，以水生昆蟲為食，雄魚具護卵的行為。